# 臺東縣議會
22°46′06″N 121°07′11″E / 22.7682941°N 121.1198422°E
臺東縣議會是中華民國臺灣省臺東縣的最高立法機關，位於臺東縣臺東市。目前為第19屆縣議會，自2018年12月25日就任，議長為中國國民黨籍的吳秀華，副議長中國國民黨籍的林琮翰。由於臺東縣原住民人口比例多，原住民議會代表席次相比其他縣市高出許多，將近快45%佔半數。

## 議員選區及本屆議員
臺東縣議會議員由公民直選產生，第二十屆臺東縣議員任期由2022年到2026年。

### 一般選區
| 選舉區   | 範圍                          | 席次 | 政黨                 | 議員   | 備註                                  |
| -------- | ----------------------------- | ---- | -------------------- | ------ | ------------------------------------- |
| 第一選區 | 臺東市 蘭嶼鄉                 | 10   | 中國國民黨           | 吳秀華 | 議長                                  |
| 第一選區 | 臺東市 蘭嶼鄉                 | 10   | 中國國民黨           | 張國洲 |                                       |
| 第一選區 | 臺東市 蘭嶼鄉                 | 10   | 中國國民黨           | 陳志峰 | 已遞件退出 中國國民黨，申請有待確認。 |
| 第一選區 | 臺東市 蘭嶼鄉                 | 10   | 中國國民黨           | 周達三 |                                       |
| 第一選區 | 臺東市 蘭嶼鄉                 | 10   | 中國國民黨 · →無黨籍 | 李建智 | 於2023年6月10日退出 中國國民黨。      |
| 第一選區 | 臺東市 蘭嶼鄉                 | 10   | 民主進步黨           | 黃治維 |                                       |
| 第一選區 | 臺東市 蘭嶼鄉                 | 10   | 民主進步黨           | 簡維國 |                                       |
| 第一選區 | 臺東市 蘭嶼鄉                 | 10   | 無黨籍               | 吳景槐 |                                       |
| 第一選區 | 臺東市 蘭嶼鄉                 | 10   | 無黨籍               | 王文怡 |                                       |
| 第一選區 | 臺東市 蘭嶼鄉                 | 10   | 無黨籍               | 林參天 |                                       |
| 第二選區 | 卑南鄉 延平鄉                 | 1    | 中國國民黨           | 楊招信 |                                       |
| 第三選區 | 成功鎮 東河鄉 長濱鄉          | 2    | 中國國民黨           | 林東滿 |                                       |
| 第三選區 | 成功鎮 東河鄉 長濱鄉          | 2    | 無黨籍               | 許進榮 |                                       |
| 第四選區 | 關山鎮 鹿野鄉 池上鄉 海端鄉   | 2    | 無黨籍→ · 臺灣民眾黨 | 陳宏宗 |                                       |
| 第四選區 | 關山鎮 鹿野鄉 池上鄉 海端鄉   | 2    | 無黨籍               | 潘貴蘭 |                                       |
| 第五選區 | 大武鄉 達仁鄉 金峰鄉 太麻里鄉 | 1    | 中國國民黨           | 翁麗吟 |                                       |
| 第六選區 | 綠島鄉                        | 1    | 無黨籍               | 王姷力 |                                       |

### 原住民選區
| 選舉區     | 範圍                               | 族群       | 席次 | 政黨       | 議員     | 備註                                                   |
| ---------- | ---------------------------------- | ---------- | ---- | ---------- | -------- | ------------------------------------------------------ |
| 第七選區   | 臺東市                             | 平地原住民 | 3    | 中國國民黨 | 林琮翰   | 副議長                                                 |
| 第七選區   | 臺東市                             | 平地原住民 | 3    | 中國國民黨 | 方賢仁   |                                                        |
| 第七選區   | 臺東市                             | 平地原住民 | 3    | 無黨籍     | 陳政宗   |                                                        |
| 第八選區   | 卑南鄉 蘭嶼鄉                      | 平地原住民 | 1    | 中國國民黨 | 鄭崗山   |                                                        |
| 第九選區   | 大武鄉 達仁鄉 金峰鄉 太麻里鄉      | 平地原住民 | 1    | 中國國民黨 | 尤忠正   |                                                        |
| 第十選區   | 關山鎮 池上鄉 鹿野鄉 海端鄉 延平鄉 | 平地原住民 | 1    | 中國國民黨 | 楊清順   |                                                        |
| 第十一選區 | 成功鎮 東河鄉 長濱鄉 綠島鄉        | 平地原住民 | 2    | 無黨籍     | 嚴惠美   | 2024年2月當選無效確定                                  |
| 第十一選區 | 成功鎮 東河鄉 長濱鄉 綠島鄉        | 平地原住民 | 2    | 中國國民黨 | 高美珠   | 遞補當選                                               |
| 第十一選區 | 成功鎮 東河鄉 長濱鄉 綠島鄉        | 平地原住民 | 2    | 中國國民黨 | 楊秋珍   |                                                        |
| 第十二選區 | 成功鎮 東河鄉 長濱鄉 卑南鄉 延平鄉 | 山地原住民 | 1    | 中國國民黨 | 古志成   |                                                        |
| 第十三選區 | 關山鎮 池上鄉 鹿野鄉 海端鄉        | 山地原住民 | 1    | 中國國民黨 | 張全馨嵐 |                                                        |
| 第十四選區 | 臺東市 金峰鄉 太麻里鄉 綠島鄉      | 山地原住民 | 1    | 中國國民黨 | 章正輝   |                                                        |
| 第十五選區 | 大武鄉 達仁鄉                      | 山地原住民 | 1    | 中國國民黨 | 蔡玉玲   |                                                        |
| 第十六選區 | 蘭嶼鄉                             | 山地原住民 | 1    | 無黨籍     | 黃碧妹   | 2024年3月因詐領議會出席費定讞被褫奪公權1年，確定解職。 |
| 第十六選區 | 蘭嶼鄉                             | 山地原住民 | 1    | 無黨籍     | 董昌華   | 補選當選                                               |

## 政黨席次
| 政黨       | 當前席次 | 備註 |
| ---------- | -------- | ---- |
| 中國國民黨 | 18席     |      |
| 民主進步黨 | 2席      |      |
| 臺灣民眾黨 | 1席      |      |
| 無黨籍     | 9席      |      |

## 外部連結
- 台東縣議會 （页面存档备份，存于）（中文）
- YouTube上的臺東縣議會頻道
- YouTube上的臺東縣議會公事中心頻道